# Vilniaus troleibusai

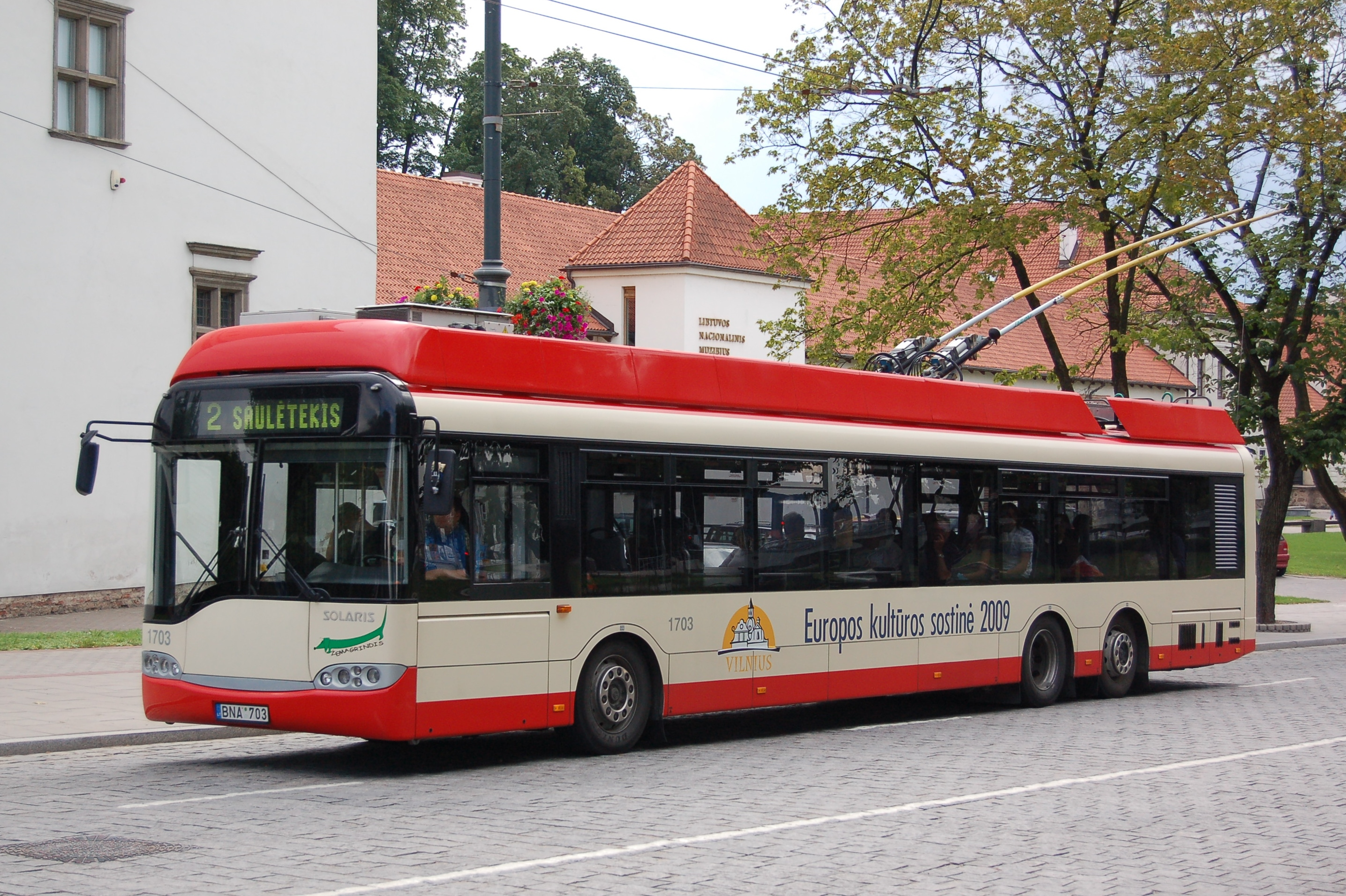
Ein Solaris Trollino 15 AC

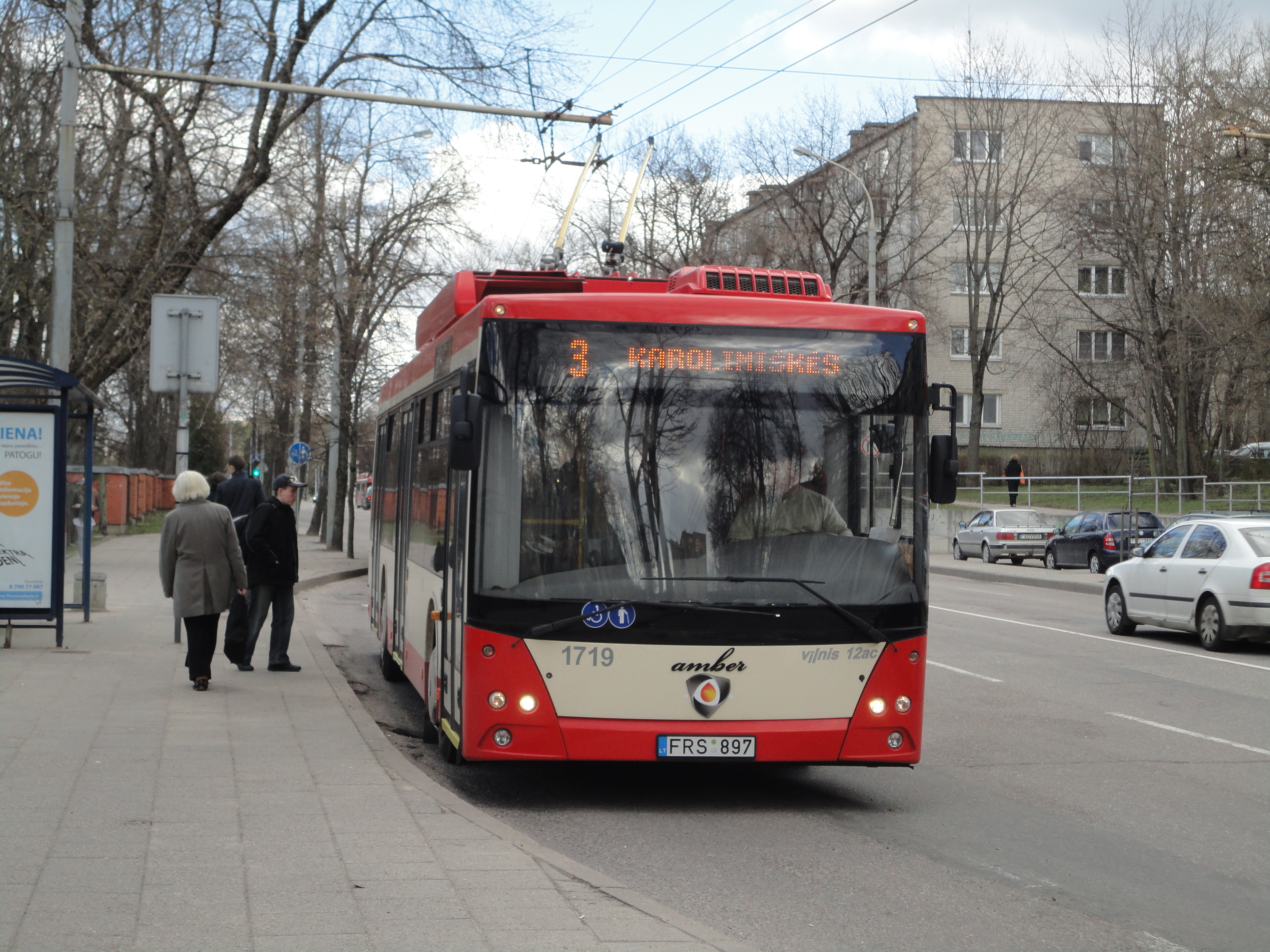
Ein Amber Vilnis 12 AC

Die UAB Vilniaus troleibusai war ein Verkehrsunternehmen, das zusammen mit UAB Vilniaus autobusai den öffentlichen Personennahverkehr in der litauischen Hauptstadt Vilnius betrieb.

## Geschichte
Im November 1956 wurde der Betrieb gegründet. Im Oberleitungsbusdepot in Antakalnis gab es 20 Oberleitungsbusse. Die erste Strecke war 7,8 Kilometer lang und führte von Antakalnis zum Bahnhof Vilnius. Sie wurde am 3. November 1956 eröffnet. Sieben Wagen des Typs MTB-82D waren damals auf dieser Strecke im Betrieb. Am 27. Dezember 1990 gründete man in Antakalnis die private Gesellschaft UAB „Vilniaus troleibusai“. Am 26. März 1996 wurde die Gewerkschaft Uždarosios akcinės bendrovės „Vilniaus troleibusai“ darbuotojų profesinė sąjunga „Solidarumas“ errichtet. Am 17. November 2011 wurde das Unternehmen nach der Reorganisation aufgelöst. Nach der Fusionierung mit der Firma UAB Vilniaus autobusai, entstand aus UAB Vilniaus troleibusai am 4. November 2011 die UAB Vilniaus viešasis transportas.